# His Nibs
His Nibs er en amerikansk stumfilm fra 1921 af Gregory La Cava.

## Medvirkende
- Charles "Chic" Sale
- Colleen Moore
- Joseph Dowling
- J. P. Lockney
- Walt Whitman
- Lydia Yeamans Titus
- Harry Edwards